# 괌의 코로나19 범유행
괌은 2020년 3월 15일에 코로나바이러스감염증-19 첫 확진자를 확인했고 3월 22일에 첫 사망을 확인하였다. 괌 정부는 3월 중순에 섬의 일반 폐쇄를 명령하였다.
루 리언 게레로(Lou Leon Guerrero) 주지사는 2020년 4월 30일에 "대유행 대비 상태"(Pandemic Condition of Readiness", PCOR) 4단계의 시행을 2020년 4월 30일에 발표했다. 괌은 5월 10일에 PCOR 1에서 PCOR 2로 이동하여 제한이 있는 일부 비즈니스 활동을 허용한 다음 7월 20일에 PCOR 3으로 전환했다. 8월 중순에 확진자가 급증하면 테스트의 양성률이 2% 이상으로 올라갔다. 괌은 발병을 통제하기 위해 8월 14일 PCOR 1의 폐쇄 조건으로 최소 2주 동안 복귀한다고 발표하였다.
2020년 9월 28일 현재 확인된 확진자는 2,390명, 완치자는 1,795명, 사망자는 46명이다. 발병과 함께 괌에 정박한 USS 시어도어 루스벨트의 감염 1,156건과 사망 1건은 별도로 집계된다.

## 배경
2020년 1월 12일, 세계보건기구는 2019년 12월 31일에 WHO에 보고된 중국 후베이성 우한시의 인구 집단에서 코로나19가 호흡기 질환의 원인임을 확인했다.
코로나19가 2003년 사스보다는 치명률이 훨씬 낮지만, 빠르게 전파됐다.
동아시아 국가의 관광은 괌 경제의 기둥이다. 2019년 12월에는 일본에서 67,000명 (1월 15일 처음 확인된 코로나19 확진자)과 한국에서 71,000명 (1월 20일 첫 사례)이 방문하였다. 미국, 대만, 필리핀 및 중국에서 온 방문자는 2019년 12월 도착자의 10% 미만을 차지했다. 이에 비해 괌의 전체 인구는 약 165,000명이다.

## 타임라인

### 2020년 2월
- 2월 7일: 괌 정부는 잠재적으로 승객을 감염시킨 유람선 MS 웨스터댐(MS Westerdam)의 입국 요청을 거부하였다.

### 2020년 3월
- 3월 9일: 괌 공중 보건 사회 복지부는 미국 질병 통제 예방 센터로부터 최초의 코로나19 테스트 키트를 받았다.
- 3월 13일: 안토니오 B. 원 팻 국제 공항이 열이 있는지 확인하기 시작하였다.
- 3월 15일: 해당 지역에서 처음 3명의 코로나19 사례가 확인되었다. 괌 시장 협의회는 마을이 후원하는 모든 행사와 활동을 중단하였다. 공립 노인센터는 3월 18일 문을 닫을 것이라고 발표했다. 괌 기념 병원은 응급실을 직원과 환자로만 제한했다.
- 3월 16일: 공립학교가 문을 닫는다. 1인실에 50명 이상 모이는 것은 금지되어 있다.
- 3월 17일: 괌 해군 기지와 앤더슨 공군기지는 기지 프로그램을 폐쇄하고 기지 접근을 제한했다. 국방부 학교는 추후 공지가 있을 때까지 문을 닫았다.
- 3월 20일: 루 리언 게레로(Lou Leon Guerrero) 주지사의 행정 명령은 불필요한 사업과 모임을 중단한다. 같은 날 일본 항공은 4월 24일까지 나리타 공항에서 출발하는 항공편을 중단한다고 발표했다.
- 3월 22일: 괌 주지사가 비상 사태를 선포하였다. 이 지역의 첫 번째 바이러스로 사망한 68세 여성, "다중 동반 질환"이 있었다.
- 3월 25일: 코로나19에 걸린 4명의 선원이 USS 시어도어 루스벨트(USS Theodore Roosevelt)에서 대피하여 치료를 위해 괌 해군 기지로 날아갔다.
- 3월 26일: 괌 대학교는 모든 수업이 봄 학기의 나머지 기간 동안 온라인 또는 대체 형식으로 이동한다고 발표했다. 대학은 현재 일정에 따라 학기를 완료할 계획이었다. USS 시어도어 루스벨트(USS Theodore Roosevelt)는 기내에서 발생하여 괌 해군 기지에 정박했다.
- 3월 27일: 이 지역은 총 308명의 의심환자 중 45명의 코로나19 양성 사례를 확인했다.
- 3월 28일: 도널드 트럼프 미국 대통령은 영토 및 지역 코로나 바이러스 복구 노력을 보완하기 위해 연방 지원을 명령하는 괌의 재난 선언을 승인했다. 대통령은 또한 괌에 할당된 약 1억 1100만 달러와 함께 전국 2조 달러의 코로나19 구호 법안에 서명하였다.
- 3월 31일: 주지사의 크리스털 파코샌어거스틴(Krystal Paco-San Agustin) 기자가 두 건의 새로운 코로나 바이러스 사례를 확인했다.

## 같이 보기
- 북마리아나 제도의 코로나19 범유행
- 오세아니아의 코로나19 범유행
- USS 시어도어 루스벨트의 코로나19 범유행